# Ameletus dissitus
Ameletus dissitus är en dagsländeart som beskrevs av Eaton 1885. Ameletus dissitus ingår i släktet Ameletus och familjen Ameletidae. Inga underarter finns listade i Catalogue of Life.